# Liste des maires de Lodève
La liste des maires de Lodève présente la liste des maires de la commune française de Lodève, située dans le département de l'Hérault en région Occitanie.

## La mairie

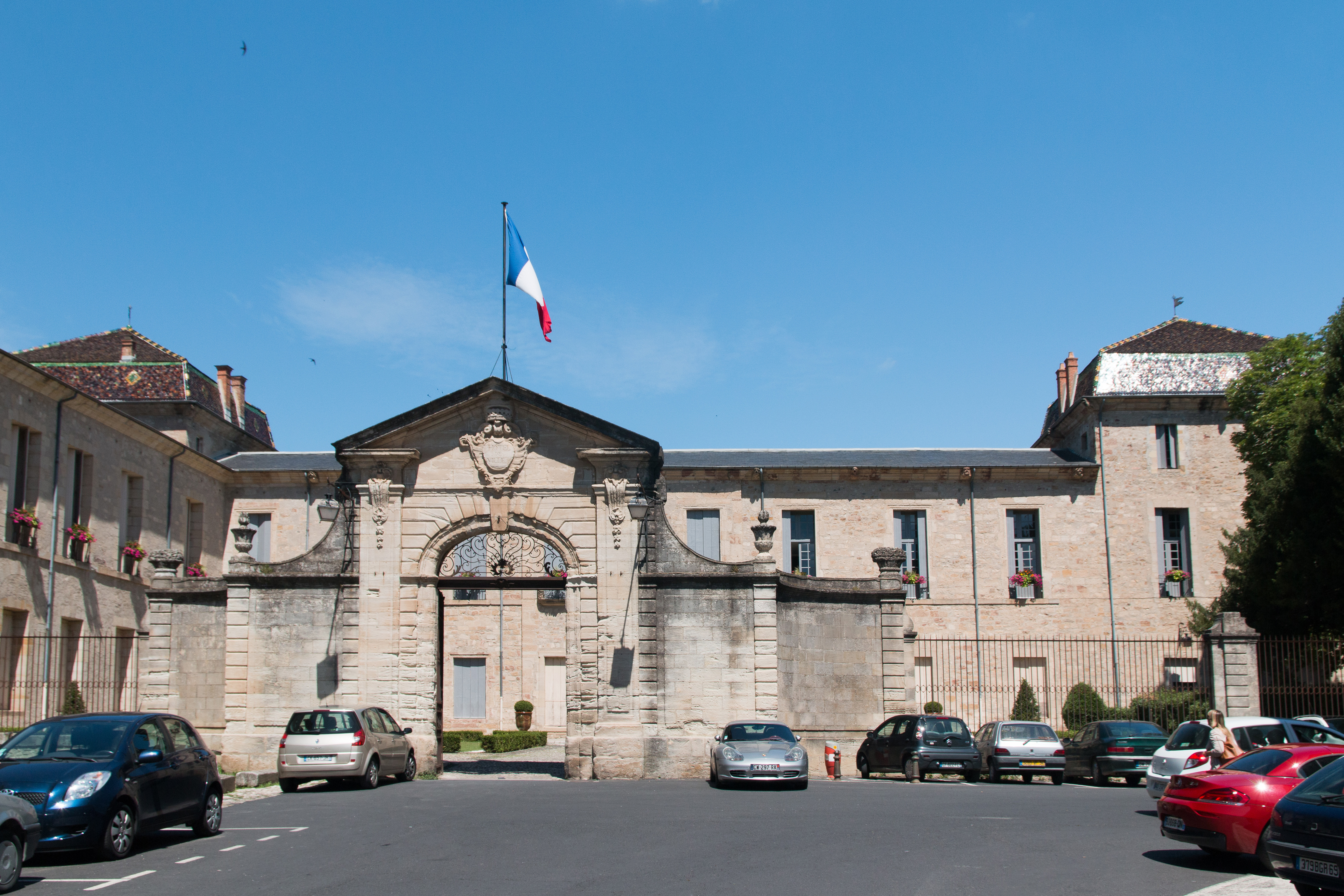
La mairie en 2014.

## Liste des maires

### Sous l'Ancien Régime
| Période                                  | Période | Identité            | Étiquette | Qualité |
| ---------------------------------------- | ------- | ------------------- | --------- | ------- |
| Les données manquantes sont à compléter. |         |                     |           |         |
| 1693                                     | 1719    | Alexis de Mongenel  |           |         |
| 1722                                     | 1724    | Joseph de Mongenel  |           |         |
| 1733                                     | 1736    | Jean d'Icher Delpon |           |         |
| 1736                                     | 1739    | Jean Vinas          |           |         |
| 1740                                     | 1766    | Fulcran Belliol     |           |         |
| 1789                                     | 1790    | Fulcrand Gros       |           |         |

### Entre 1790 et 1944
| Période      | Période           | Identité                          | Étiquette          | Qualité |
| ------------ | ----------------- | --------------------------------- | ------------------ | --- |
| janvier 1790 | 1791              | Jean-Baptiste Vinas               |                    | |
| 1791         | 1801              | Jean Vaillé                       |                    | Fabricant de draps |
| 1801         | 1802              | Pierre Rabejac                    |                    | |
| 1802         | 1805              | Augustin Fabreguettes             |                    | Manufacturier |
| 1806         | 1812              | Jean-Marie Victor Belliol         |                    | |
| 1813         | 1815              | M. Brunier                        |                    | |
| 1815         | 1816              | Guillaume Rouaud                  |                    | Marchand, fabricant de draps |
| 1819         | 1823              | Louis Cauvy                       |                    | |
| 1823         | 1824              | Pierre Gauffre                    |                    | Négociant |
| 1824         | 1830              | Jacques Gov                       |                    | |
| 1830         | 1830              | Pierre Gauffre                    |                    | Négociant |
| 1830         | 1831              | Pascal Pierre                     |                    | |
| 1831         | 1832              | Joseph Couzin                     |                    | Premier adjoint faisant fonction de maire |
| 1832         | août 1845 (décès) | Alexis-Gaspard Barbot (1773-1845) |                    | Fabricant de drap, juge au tribunal de commerce de Lodève Chevalier de la Légion d'honneur (27 janvier 1842)                                         |
| 1845         | 1848              | Bérard aîné                       |                    | |
| 1848         | 1849              | Jules André                       | Républicain modéré | Négociant, ancien avocat Député de l'Hérault (1848 → 1849)                                                                                           |
| 1849         | 1860              | Lacas Scœvola                     |                    | |
| 1861         | 1870              | Jules Teisserenc                  |                    | Industriel |
| 1870         | 1874              | Eugène Arrazat                    |                    | |
| 1874         | 1877              | Lucien Vitalis                    |                    | |
| 1877         | 1878              | Hector Teisserenc                 |                    | |
| 1878         | 1884              | Léon Lubac                        |                    | |
| 1884         | 1884              | M. Crouzet                        |                    | Médecin |
| 1884         | 1886              | Antoine Peyre                     |                    | |
| 1886         | 1888              | Martin Barberat                   | Socialiste         | |
| 1888         | mai 1896          | Pascal Hugounenq                  | Républicain        | Pharmacien Conseiller général de Lodève (1883 → 1899) Président du conseil général de l'Hérault Chevalier de la Légion d'honneur (14 septembre 1897) |
| mai 1896     | mai 1900          | Aimé Journet                      |                    | |
| mai 1900     | mai 1925          | Joseph Railhac                    | PRS                | Avocat, viticulteur Député de l'Hérault (1924 → 1928) Conseiller général de Lodève (1907 → 1925) Chevalier de la Légion d'honneur (1922)             |
| mai 1925     | 1941              | Joseph Maury                      |                    | Pharmacien |
| 1941         | 1944              | Paul Touvel                       |                    | |

### Depuis 1944
Depuis la Libération, douze maires se sont succédé à la tête de la commune.
| Période          | Période                   | Identité                 | Étiquette        | Qualité |
| ---------------- | ------------------------- | ------------------------ | ---------------- | --- |
| 1944             | 1944                      | Emmanuel Jourdan         |                  | |
| 1944             | 1947                      | Antonin Beaumes          |                  | |
| 1947             | 1950                      | Ernest Lavagne           |                  | |
| 1950             | mars 1959                 | Joseph Maury             |                  | Médecin |
| mars 1959        | mars 1967 (démission)     | Paul Coste-Floret        | MRP puis CD      | Docteur en droit, ancien ministre Député de l'Hérault (1945 → 1967) Conseiller général de Saint-Gervais-sur-Mare (1967 → 1979) Maire de Lamalou-les-Bains (1953 → 1959 et 1971 → 1979) |
| mars 1967        | mars 1971                 | Marcel Bouissac          |                  | |
| mars 1971        | 19 mars 1989              | Daniel Mallet            | UDF-Rad.         | |
| 19 mars 1989     | 18 mars 1990              | Geneviève Siébénaler     | PS               | Directrice d'école |
| 18 mars 1990     | 25 juin 1995              | Daniel Mallet            | UDF-Rad.         | Élu à la suite d'une élection municipale partielle |
| 25 juin 1995     | 16 mars 2008              | Robert Lecou             | UDF puis UMP-PRV | Cadre territorial Député de l'Hérault (4e circ.) (2002 → 2012) Conseiller général de Lodève (1994 → 2002) Président de la CC du Lodévois (1995 → 2008) |
| 16 mars 2008     | 15 novembre 2017 (décès)  | Marie-Christine Bousquet | PS               | Directrice de maison de retraite Conseillère régionale de Languedoc-Roussillon (2004 → 2008) Conseillère générale puis départementale de Lodève (2002 → 2017) Vice-présidente du conseil départemental (2015 → 2017) Présidente de la CC Lodévois et Larzac (2008 → 2017) Maire de Saint-Étienne-de-Gourgas (1989 → 2004) |
| 27 novembre 2017 | 3 juillet 2020            | Pierre Leduc             | PS               | Retraité Areva, ancien premier adjoint chargé des finances 1er vice-président de la CC Lodévois et Larzac (2017 → 2020) |
| 3 juillet 2020   | En cours (au 8 juin 2023) | Gaëlle Lévêque           | PS               | Comédienne Première adjointe au maire (2017 → 2020) Conseillère départementale de Lodève (2019 → ) 2e vice-présidente de la CC Lodévois et Larzac (2020 → ) |